# Bordes-de-Rivière
Pour les articles homonymes, voir Bordes et Rivière (homonymie).
Bordes-de-Rivière est une commune française située dans l'ouest du département de la Haute-Garonne, en région Occitanie. Sur le plan historique et culturel, la commune est dans le pays de Comminges, correspondant à l’ancien comté de Comminges, circonscription de la province de Gascogne située sur les départements actuels du Gers, de la Haute-Garonne, des Hautes-Pyrénées et de l'Ariège.
Exposée à un climat océanique altéré, elle est drainée par la Garonne, la Noue, le Lanedon, le Lavet et par divers autres petits cours d'eau. La commune possède un patrimoine naturel remarquable : un site Natura 2000 (« Garonne, Ariège, Hers, Salat, Pique et Neste »), un espace protégé (« la Garonne, l'Ariège, l'Hers Vif et le Salat ») et quatre zones naturelles d'intérêt écologique, faunistique et floristique.
Bordes-de-Rivière est une commune rurale qui compte 460 habitants en 2022, après avoir connu une forte hausse de la population depuis 1975. Elle fait partie de l'aire d'attraction de Saint-Gaudens. Ses habitants sont appelés les Bordiens ou  Bordiennes.

## Géographie

### Localisation
La commune de Bordes-de-Rivière se trouve dans le département de la Haute-Garonne, en région Occitanie.
Sur le plan historique et culturel, Bordes-de-Rivière fait partie du pays de Comminges, correspondant à l’ancien comté de Comminges, circonscription de la province de Gascogne située sur les départements actuels du Gers, de la Haute-Garonne, des Hautes-Pyrénées et de l'Ariège.
Elle se situe à 86 km à vol d'oiseau de Toulouse, préfecture du département, et à 7 km de Saint-Gaudens, sous-préfecture.
Les communes les plus proches sont : 
Clarac (1,3 km), Pointis-de-Rivière (2,5 km), Ponlat-Taillebourg (2,8 km), Villeneuve-de-Rivière (3,1 km), Martres-de-Rivière (3,2 km), Ausson (4,1 km), Ardiège (4,2 km), Labarthe-Rivière (4,3 km).
Bordes-de-Rivière est limitrophe de six autres communes.
|        | Le Cuing           | Saux-et-Pomarède      |
| Clarac | Bordes-de-Rivière  | Villeneuve-de-Rivière |
|        | Pointis-de-Rivière | Labarthe-Rivière      |

### Géologie et relief
La superficie de la commune est de 852 hectares ; son altitude varie de 379  à   516 mètres.

### Hydrographie

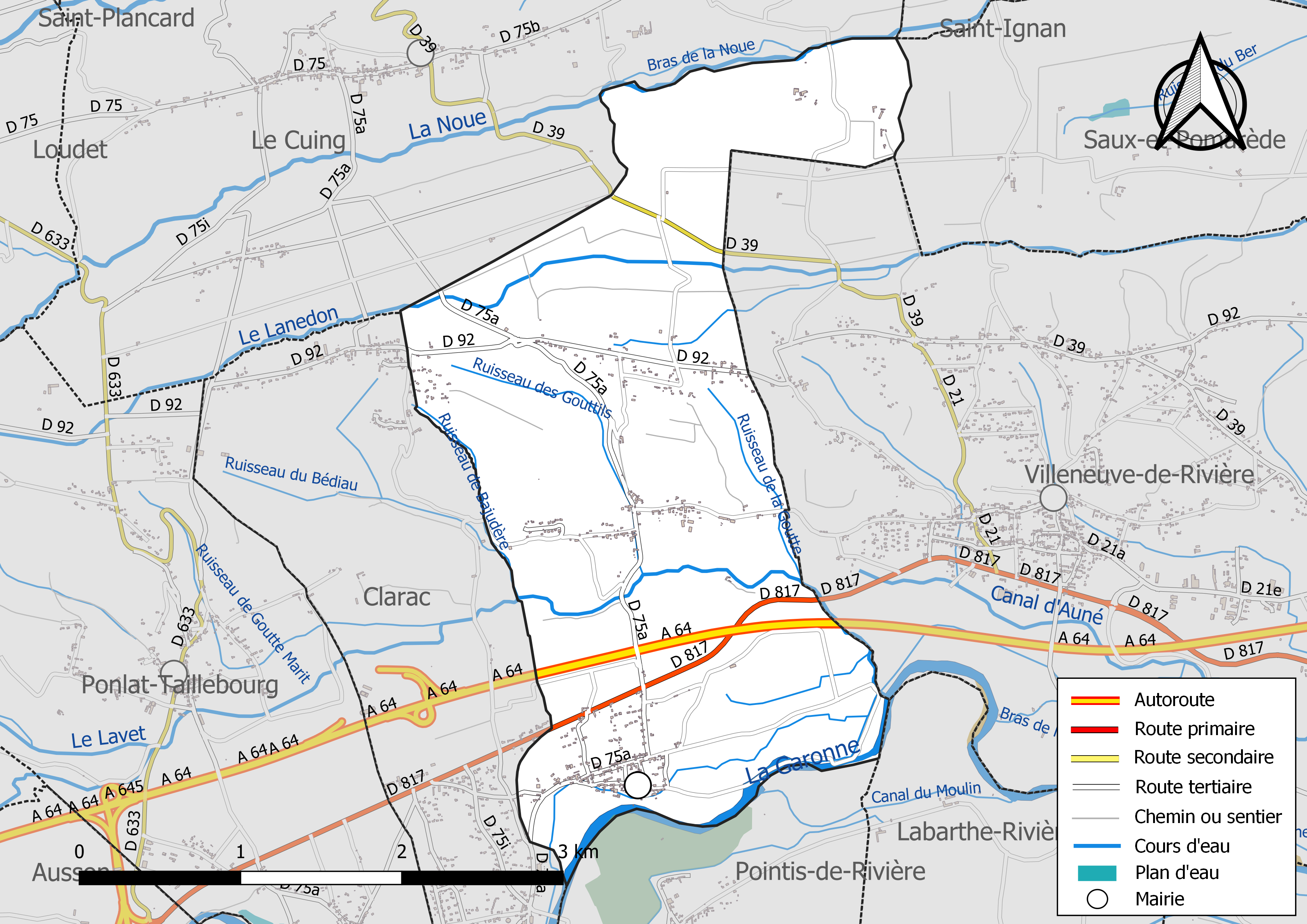
Réseaux hydrographique et routier de Bordes-de-Rivière.

La commune est dans le bassin de la Garonne, au sein du bassin hydrographique Adour-Garonne. Elle est drainée par la Garonne, la Noue, le Lanedon, le Lavet, Canal du Moulin, le ruisseau de Bajudère, le ruisseau de la Goutte, le ruisseau des Gouttils et par divers petits cours d'eau, constituant un réseau hydrographique de 17 km de longueur totale,.
La Garonne est un fleuve principalement français prenant sa source en Espagne et qui coule sur 529 km avant de se jeter dans l’océan Atlantique.
La Noue, d'une longueur totale de 44,2 km, prend sa source dans la commune de Franquevielle et s'écoule d'ouest en est. Il traverse la commune et se jette dans la Garonne à Mancioux, après avoir traversé 17 communes.
Le Lanedon, d'une longueur totale de 10,8 km, prend sa source dans la commune de Ponlat-Taillebourg et s'écoule d'ouest en est. Il traverse la commune et se jette dans la Noue à Saint-Ignan, après avoir traversé 7 communes.
Le Lavet, d'une longueur totale de 16,7 km, prend sa source dans la commune de Saint-Laurent-de-Neste et s'écoule d'ouest en est. Il traverse la commune et se jette dans la Garonne à Villeneuve-de-Rivière, après avoir traversé 8 communes.

### Climat
Pour des articles plus généraux, voir Climat de l'Occitanie et Climat de la Haute-Garonne.
En 2010, le climat de la commune est de type climat océanique altéré, selon une étude s'appuyant sur une série de données couvrant la période 1971-2000. En 2020, Météo-France publie une typologie des climats de la France métropolitaine dans laquelle la commune est exposée à un climat de montagne ou de marges de montagne et est dans la région climatique Pyrénées centrales, caractérisée par une pluviométrie annuelle de 1 000 à 1 200 mm.
Pour la période 1971-2000, la température annuelle moyenne est de 12 °C, avec une amplitude thermique annuelle de 14,5 °C. Le cumul annuel moyen de précipitations est de 929 mm, avec 9,6 jours de précipitations en janvier et 6,5 jours en juillet. Pour la période 1991-2020, la température moyenne annuelle observée sur la station météorologique la plus proche, située sur la commune de Clarac à 1 km à vol d'oiseau, est de 12,5 °C et le cumul annuel moyen de précipitations est de 804,9 mm,. Pour l'avenir, les paramètres climatiques de la commune estimés pour 2050 selon différents scénarios d'émission de gaz à effet de serre sont consultables sur un site dédié publié par Météo-France en novembre 2022.

### Milieux naturels et biodiversité

#### Espaces protégés
La protection réglementaire est le mode d’intervention le plus fort pour préserver des espaces naturels remarquables et leur biodiversité associée,.
Un  espace protégé est présent sur la commune : 
« la Garonne, l'Ariège, l'Hers Vif et le Salat », objet d'un arrêté de protection de biotope, d'une superficie de 1 658,7 ha.

#### Réseau Natura 2000

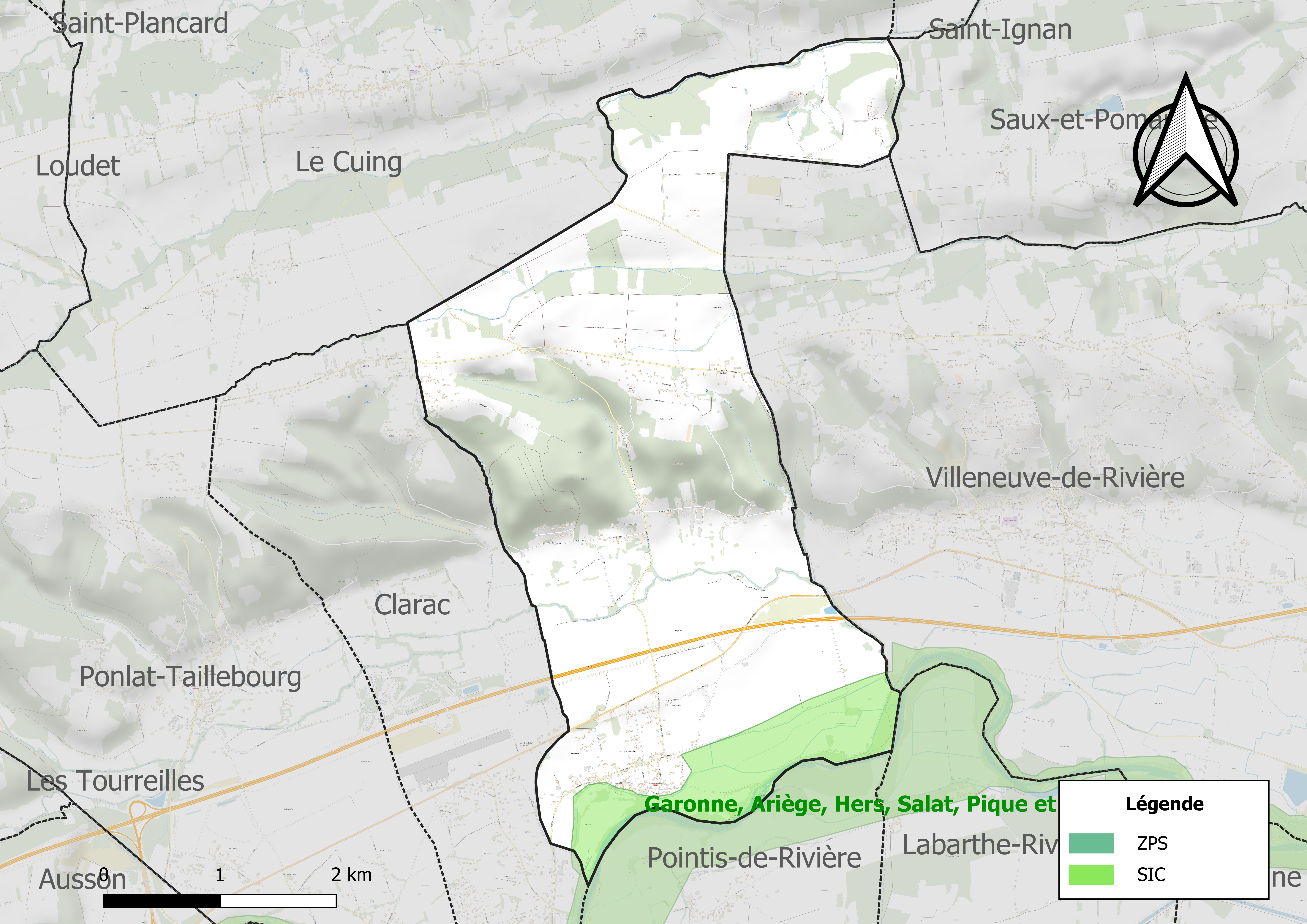
Site Natura 2000 sur le territoire communal.

Le réseau Natura 2000 est un réseau écologique européen de sites naturels d'intérêt écologique élaboré à partir des directives habitats et oiseaux, constitué de zones spéciales de conservation (ZSC) et de zones de protection spéciale (ZPS).
Un site Natura 2000 a été défini sur la commune au titre de la directive habitats : « Garonne, Ariège, Hers, Salat, Pique et Neste », d'une superficie de 9 581 ha, un réseau hydrographique pour les poissons migrateurs (zones de frayères actives et potentielles importantes pour le Saumon en particulier qui fait l'objet d'alevinages réguliers et dont des adultes atteignent déjà Foix sur l'Ariège.

#### Zones naturelles d'intérêt écologique, faunistique et floristique

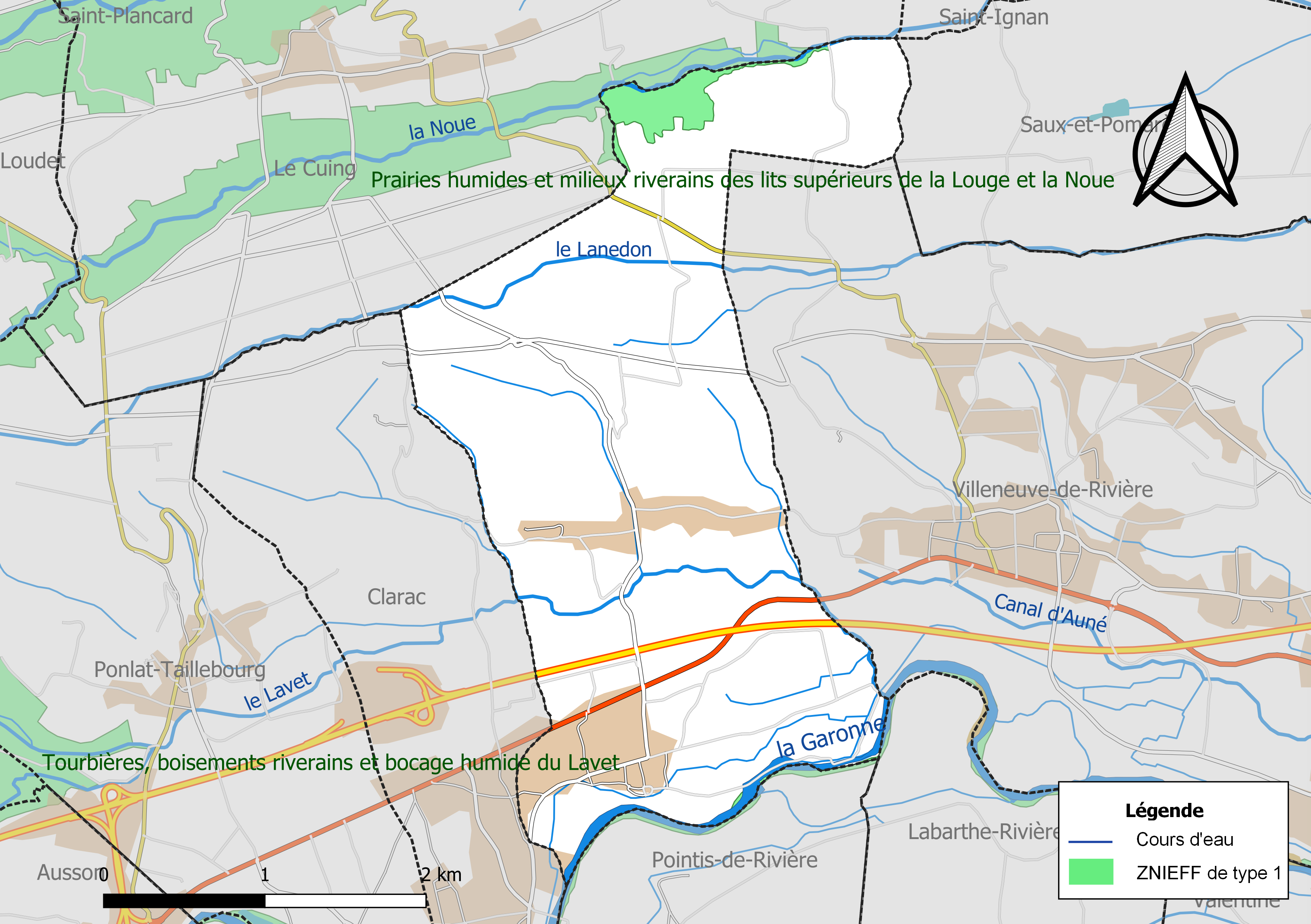
Carte des ZNIEFF de type 1 localisées sur la commune.

L’inventaire des zones naturelles d'intérêt écologique, faunistique et floristique (ZNIEFF) a pour objectif de réaliser une couverture des zones les plus intéressantes sur le plan écologique, essentiellement dans la perspective d’améliorer la connaissance du patrimoine naturel national et de fournir aux différents décideurs un outil d’aide à la prise en compte de l’environnement dans l’aménagement du territoire.
Deux ZNIEFF de type 1 sont recensées sur la commune :
« la Garonne de Montréjeau jusqu'à Lamagistère » (5 075 ha), couvrant 92 communes dont 63 dans la Haute-Garonne, trois en Lot-et-Garonne et 26 dans le Tarn-et-Garonne et 
les « prairies humides et milieux riverains des lits supérieurs de la Louge et la Noue » (798 ha), couvrant 7 communes du département
et deux ZNIEFF de type 2, : 
- l'« Amont des bassins de la Louge, de la Save, du Lavet et de la Noue et landes orientales du Lannemezan » (5 833 ha), couvrant 18 communes dont 14 dans la Haute-Garonne et quatre dans les Hautes-Pyrénées[29] ;
- « la Garonne et milieux riverains, en aval de Montréjeau » (6 874 ha), couvrant 93 communes dont 64 dans la Haute-Garonne, trois en Lot-et-Garonne et 26 dans le Tarn-et-Garonne[30].

## Urbanisme

### Typologie
Au 1er janvier 2024, Bordes-de-Rivière est catégorisée commune rurale à habitat dispersé, selon la nouvelle grille communale de densité à sept niveaux définie par l'Insee en 2022.
Elle est située hors unité urbaine. Par ailleurs la commune fait partie de l'aire d'attraction de Saint-Gaudens, dont elle est une commune de la couronne,. Cette aire, qui regroupe 85 communes, est catégorisée dans les aires de moins de 50 000 habitants,.

### Occupation des sols

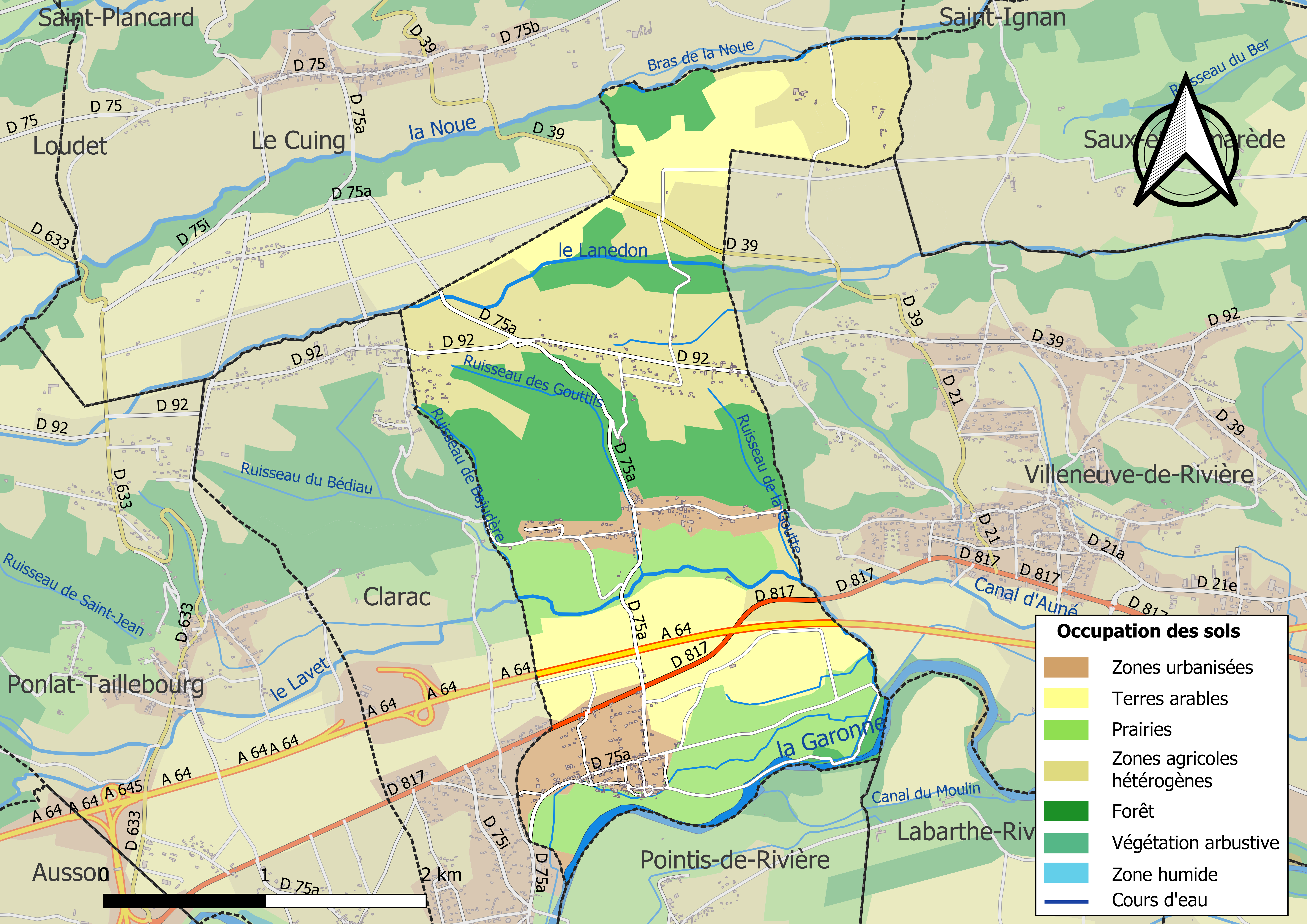
Carte des infrastructures et de l'occupation des sols de la commune en 2018 (CLC).

L'occupation des sols de la commune, telle qu'elle ressort de la base de données européenne d’occupation biophysique des sols Corine Land Cover (CLC), est marquée par l'importance des territoires agricoles (65,1 % en 2018), en diminution par rapport à 1990 (69,8 %). La répartition détaillée en 2018 est la suivante : 
zones agricoles hétérogènes (26,3 %), forêts (23,2 %), terres arables (21 %), prairies (17,8 %), zones urbanisées (11,7 %).
L'IGN met par ailleurs à disposition un outil en ligne permettant de comparer l’évolution dans le temps de l’occupation des sols de la commune (ou de territoires à des échelles différentes). Plusieurs époques sont accessibles sous forme de cartes ou photos aériennes : la carte de Cassini (XVIIIe siècle), la carte d'état-major (1820-1866) et la période actuelle (1950 à aujourd'hui).

### Voies de communication et transports
Accès avec la ligne régulière de transport interurbain du réseau Arc-en-ciel (anciennement SEMVAT) ainsi qu'en gare de Saint-Gaudens.

### Risques majeurs
Le territoire de la commune de Bordes-de-Rivière est vulnérable à différents aléas naturels : météorologiques (tempête, orage, neige, grand froid, canicule ou sécheresse), inondations et séisme (sismicité modérée). Il est également exposé à un risque technologique, la rupture d'un barrage. Un site publié par le BRGM permet d'évaluer simplement et rapidement les risques d'un bien localisé soit par son adresse soit par le numéro de sa parcelle.

#### Risques naturels
Certaines parties du territoire communal sont susceptibles d’être affectées par le risque d’inondation par débordement de cours d'eau, notamment le Noue, le Lavet et le Lanedon. La commune a été reconnue en état de catastrophe naturelle au titre des dommages causés par les inondations et coulées de boue survenues en 1982, 1999, 2000 et 2009,.

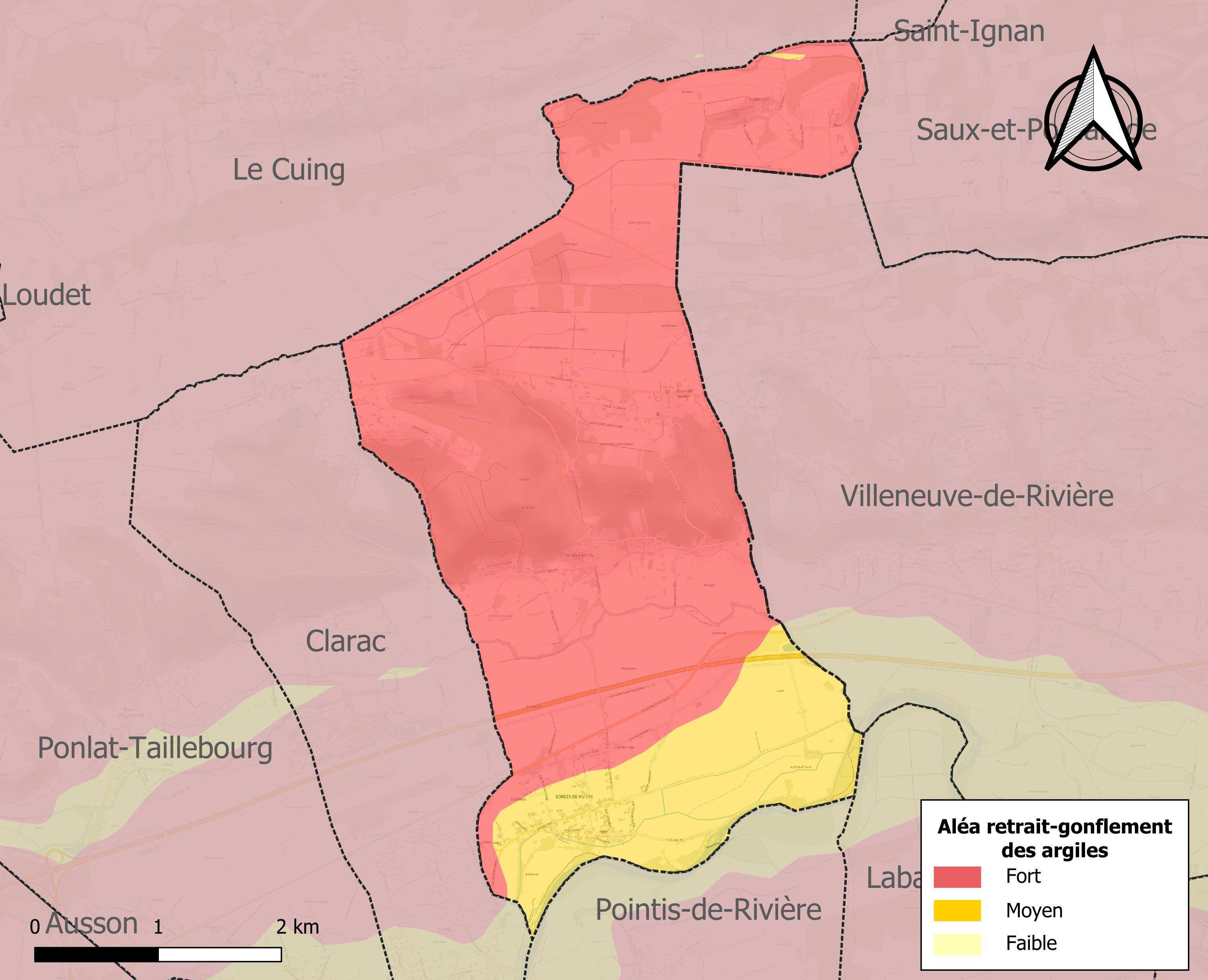
Carte des zones d'aléa retrait-gonflement des sols argileux de Bordes-de-Rivière.

Le retrait-gonflement des sols argileux est susceptible d'engendrer des dommages importants aux bâtiments en cas d’alternance de périodes de sécheresse et de pluie. La totalité de la commune est en aléa moyen ou fort (88,8 % au niveau départemental et 48,5 % au niveau national). Sur les 238 bâtiments dénombrés sur la commune en 2019, 238 sont en aléa moyen ou fort, soit 100 %, à comparer aux 98 % au niveau départemental et 54 % au niveau national. Une cartographie de l'exposition du territoire national au retrait gonflement des sols argileux est disponible sur le site du BRGM,.
Par ailleurs, afin de mieux appréhender le risque d’affaissement de terrain, l'inventaire national des cavités souterraines permet de localiser celles situées sur la commune.
Concernant les mouvements de terrains, la commune a été reconnue en état de catastrophe naturelle au titre des dommages causés par la sécheresse en 1989 et 2003 et par des mouvements de terrain en 1999 et 2014.

#### Risques technologiques
La commune est en outre située en aval des barrages du Portillon, de Cap de Long (Hautes-Pyrénées) et de l'Oule (Hautes-Pyrénées). À ce titre elle est susceptible d’être touchée par l’onde de submersion consécutive à la rupture d'un de ces ouvrages.

## Toponymie
Borde « cabane, maisonnette, métairie » est un mot d’origine germanique (francique bort « planche », d’où borda « cabane » en latin tardif), désignant d’abord la maison isolée, puis des hameaux.

## Politique et administration

### Administration municipale
Le nombre d'habitants au recensement de 2011 étant compris entre 100 et 499, le nombre de membres du conseil municipal pour l'élection de 2014 est de onze,.

### Rattachements administratifs et électoraux
Commune faisant partie de la huitième circonscription de la Haute-Garonne, de la communauté de communes Cœur et Coteaux du Comminges et du canton de Saint-Gaudens (avant le redécoupage départemental de 2014, Bordes-de-Rivière faisait partie de l'ex-canton de Montréjeau). Avant le 1er janvier 2017 elle faisait partie de la communauté de communes Nébouzan-Rivière-Verdun. La commune est également membre du SIVOM de Saint-Gaudens Montréjeau Aspet Magnoac.

### Liste des maires

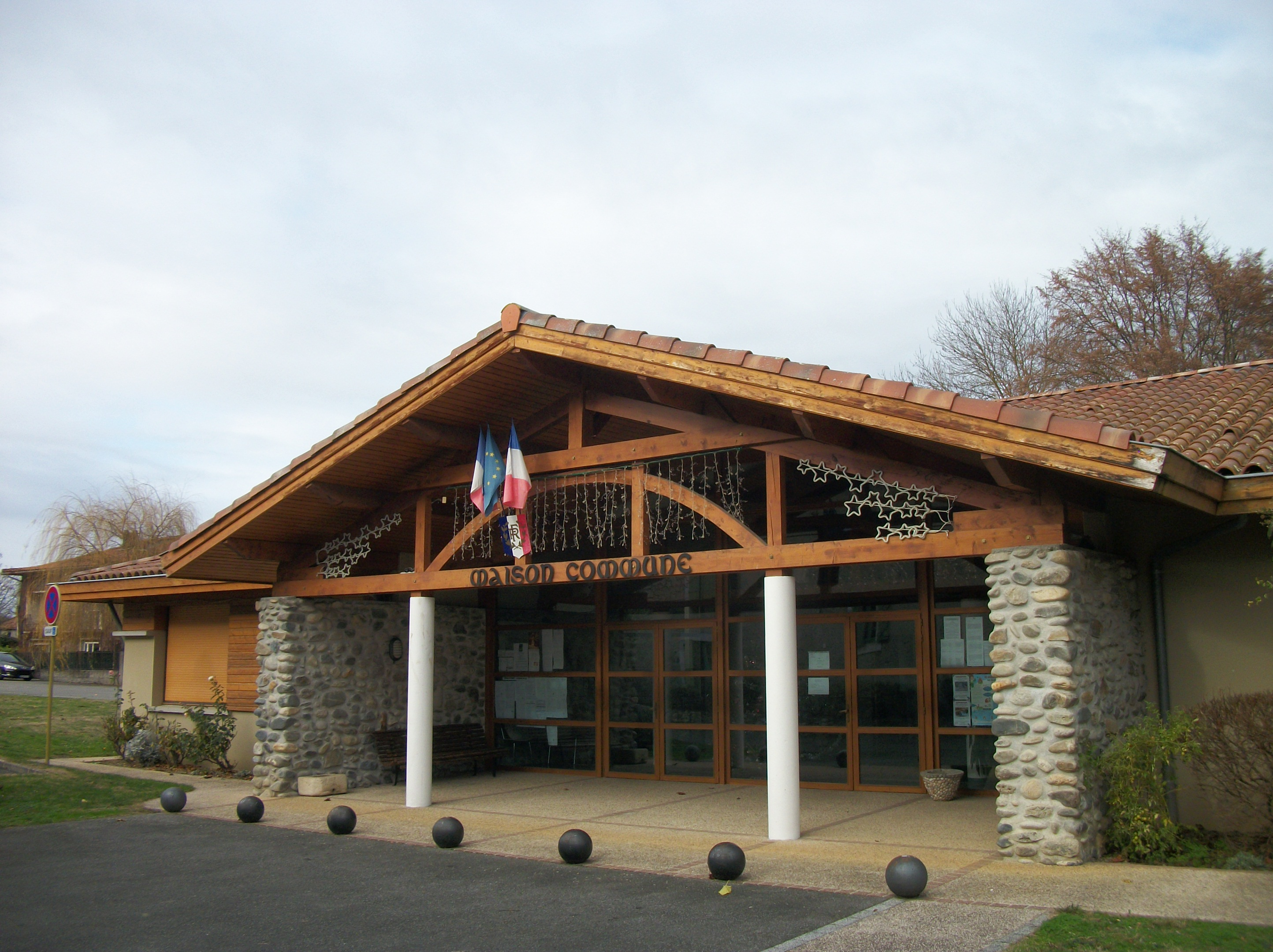
La mairie.

| Période                                  | Période   | Identité                  | Étiquette | Qualité                |
| ---------------------------------------- | --------- | ------------------------- | --------- | ---------------------- |
| Les données manquantes sont à compléter. |           |                           |           |                        |
| juin 1995                                | août 2010 | André Marquerie           | PCF       | décédé le 10 août 2010 |
| octobre 2010                             | mars 2014 | Serge Latour              | PCF       |                        |
| mars 2014                                | En cours  | Geneviève Caperan-Lorenzi | SE        |                        |

## Population et société

### Démographie

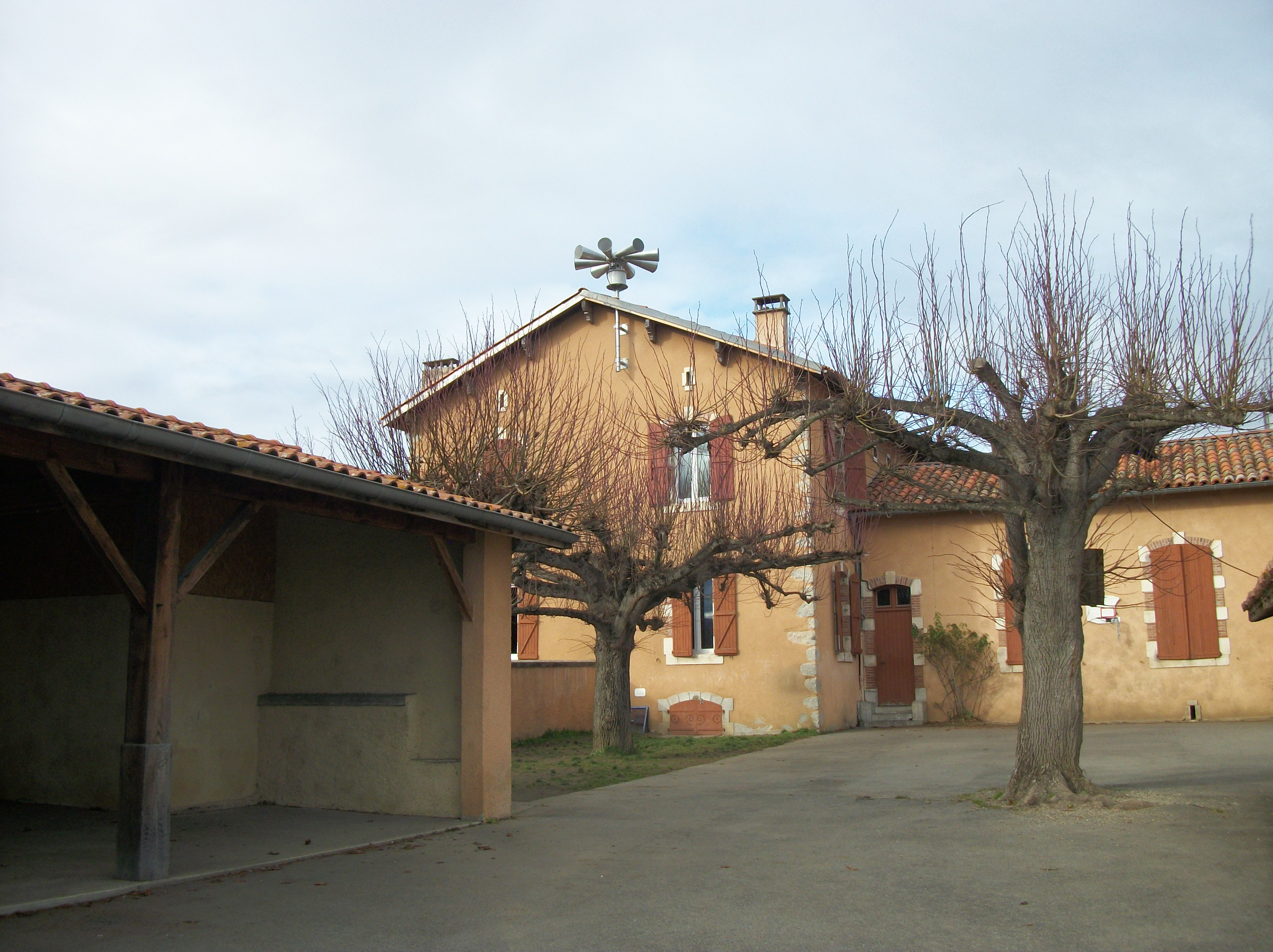
École élémentaire.

| 1793 | 1800 | 1806 | 1821 | 1831 | 1836 | 1841 | 1846 | 1851 |
| ---- | ---- | ---- | ---- | ---- | ---- | ---- | ---- | ---- |
| 534  | 503  | 530  | 582  | 673  | 691  | 697  | 789  | 789  |

| 1856 | 1861 | 1866 | 1872 | 1876 | 1881 | 1886 | 1891 | 1896 |
| ---- | ---- | ---- | ---- | ---- | ---- | ---- | ---- | ---- |
| 694  | 688  | 696  | 754  | 662  | 635  | 626  | 450  | 409  |

| 1901 | 1906 | 1911 | 1921 | 1926 | 1931 | 1936 | 1946 | 1954 |
| ---- | ---- | ---- | ---- | ---- | ---- | ---- | ---- | ---- |
| 558  | 543  | 540  | 418  | 380  | 379  | 343  | 353  | 334  |

| 1962 | 1968 | 1975 | 1982 | 1990 | 1999 | 2004 | 2006 | 2009 |
| ---- | ---- | ---- | ---- | ---- | ---- | ---- | ---- | ---- |
| 311  | 309  | 312  | 339  | 388  | 359  | 415  | 419  | 481  |

| 2014 | 2019 | 2022 | - | - | - | - | - | - |
| ---- | ---- | ---- | - | - | - | - | - | - |
| 491  | 471  | 460  | - | - | - | - | - | - |

| selon la population municipale des années : | 1968 | 1975 | 1982 | 1990 | 1999 | 2006 | 2009 | 2013 |
| Rang de la commune dans le département      | 214  | 197  | 226  | 233  | 259  | 251  | 241  | 243  |
| Nombre de communes du département           | 592  | 582  | 586  | 588  | 588  | 588  | 589  | 589  |

### Enseignement
Bordes-de-Rivière fait partie de l'académie de Toulouse.
La commune dispose d'une école élémentaire pour l'année 2018-2019.

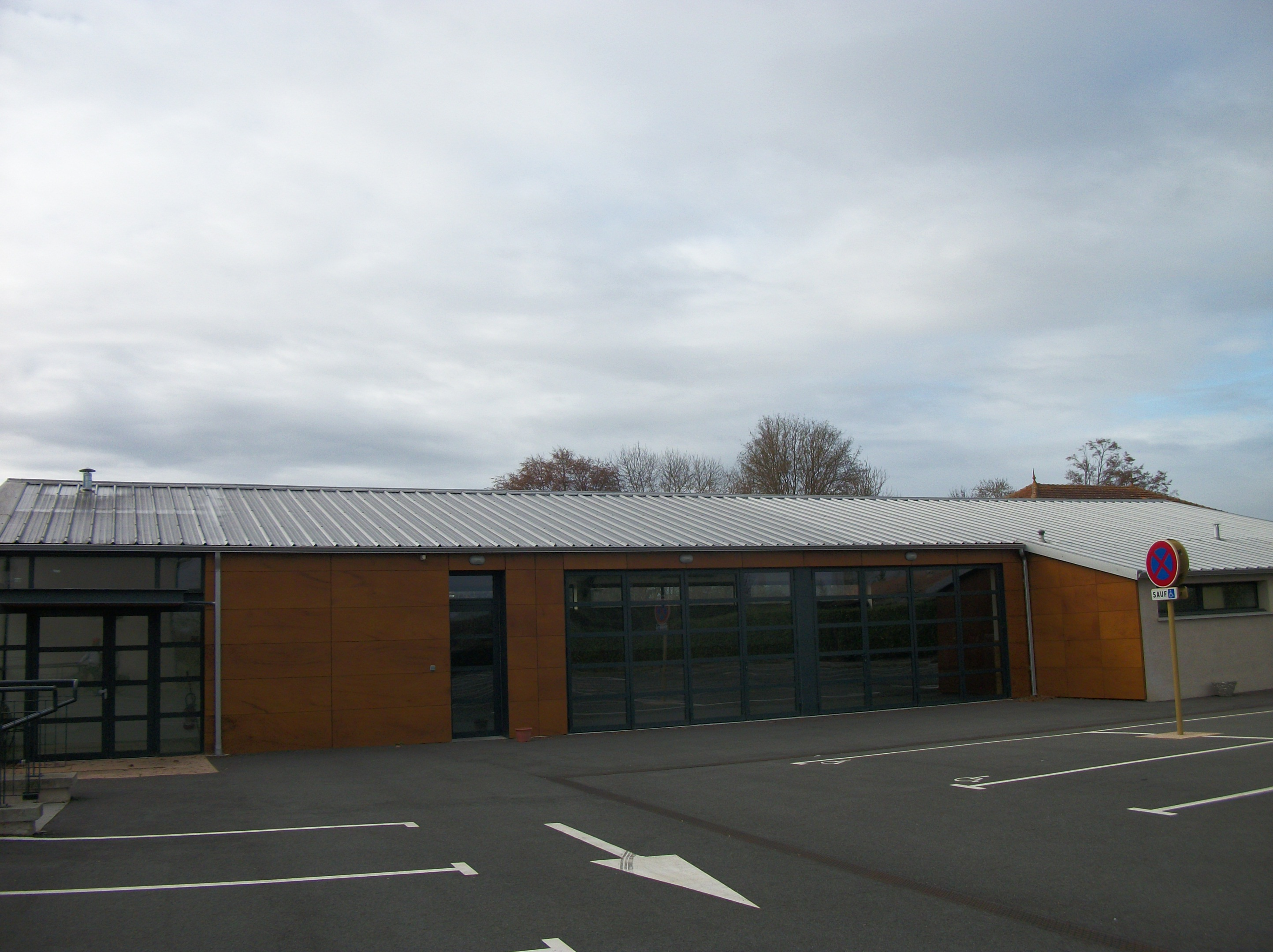
Salle des fêtes.

### Activités sportives
Chasse, pétanque, course à pied.

## Économie
L'économie de la commune est essentiellement basée sur l'agriculture.

## Culture locale et patrimoine

### Culture locale et patrimoine
- Église Saint-Martin.
- Chapelle des Bourdalats dédiée à sainte Germaine de Pibrac. Elle fut construite en 1856. À l'intérieur de la chapelle sont conservés deux tableaux relatant la vie de sainte Germaine, ainsi qu'une remarquable statue de bois polychrome de la sainte.
- Statue de l'Immaculée Conception, érigée le 15 mai 1870.

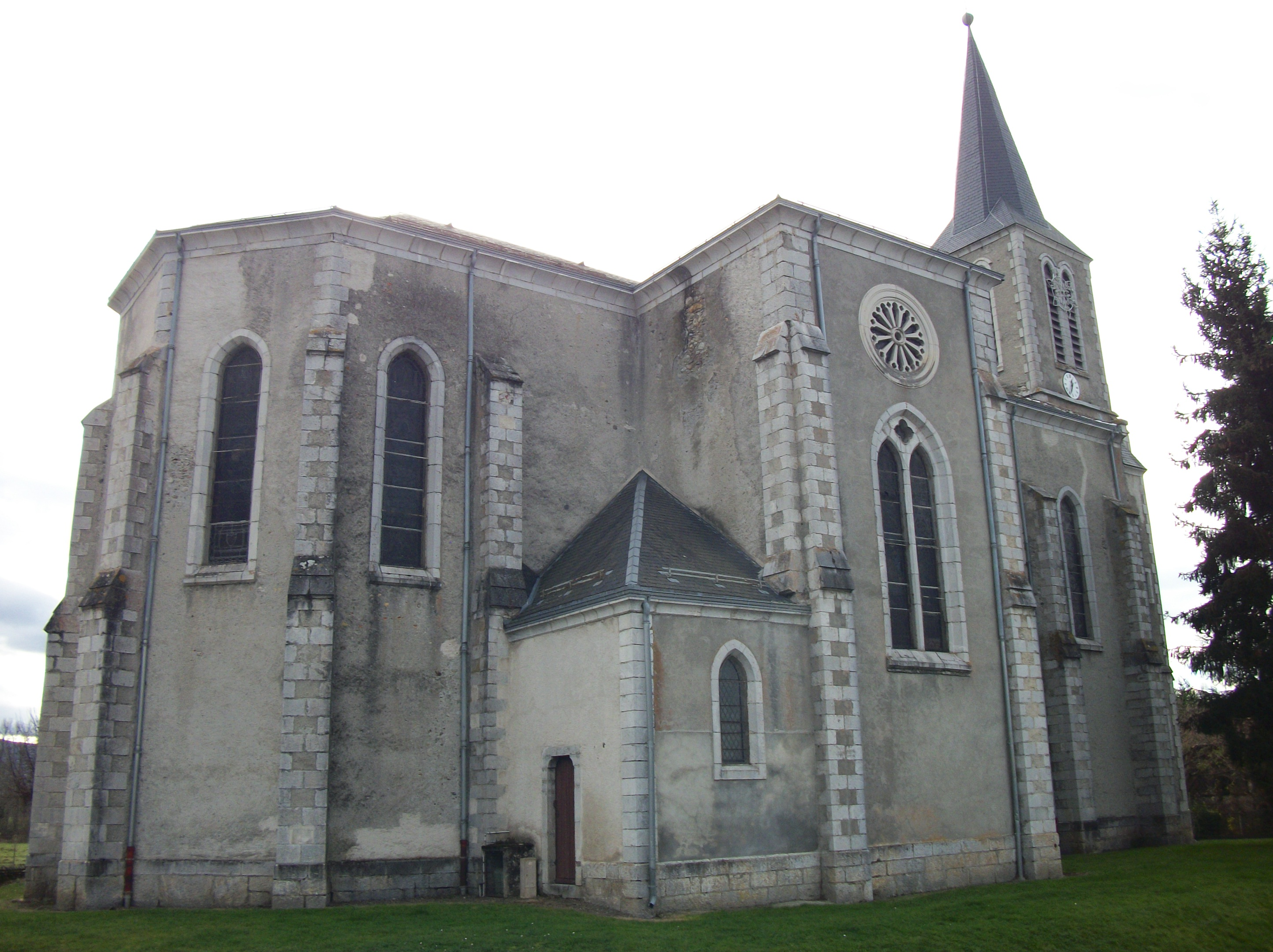
Église Saint-Martin
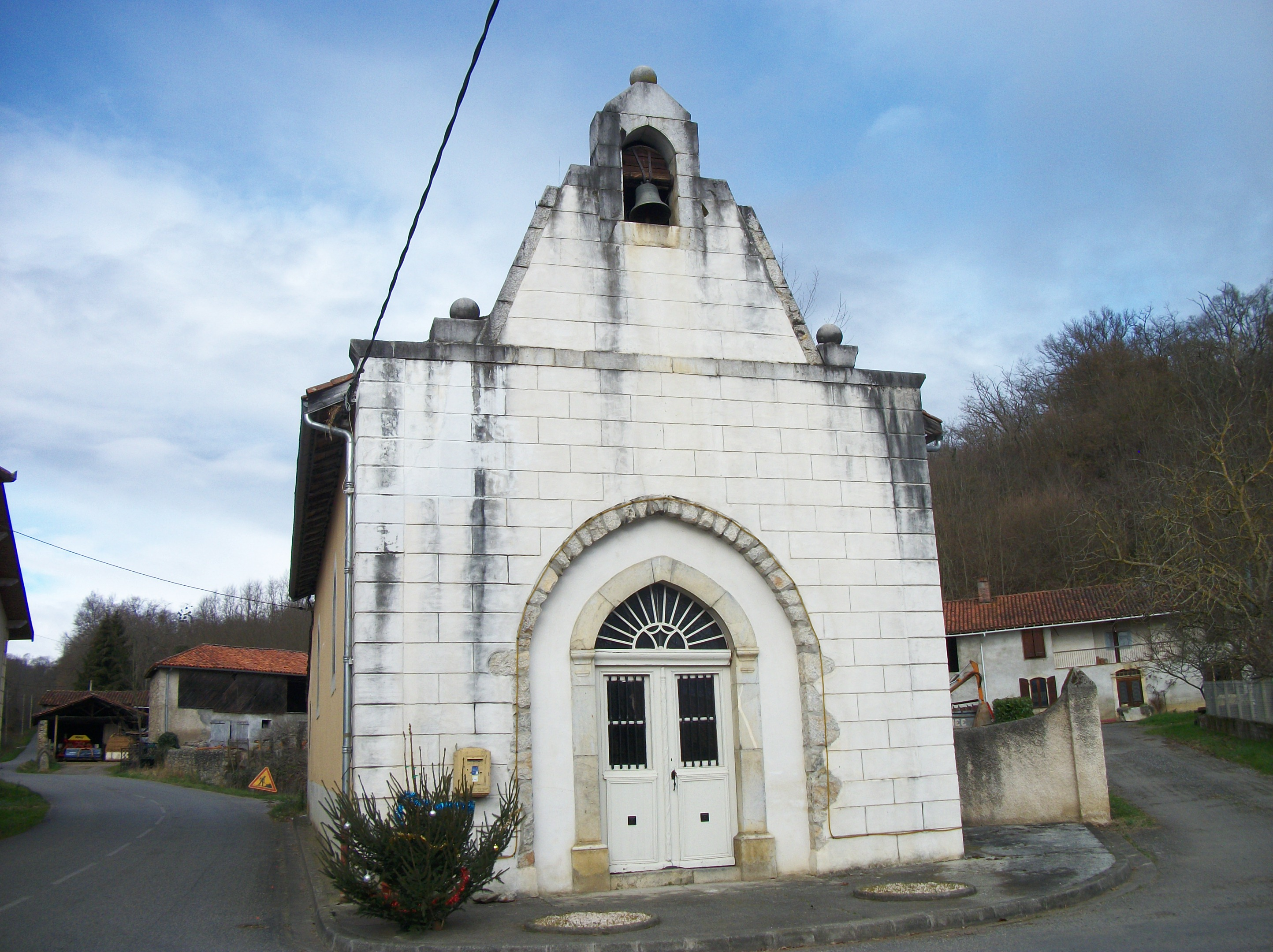
Chapelle des Bourdalats dédiée à Sainte-Germaine de Pibrac.
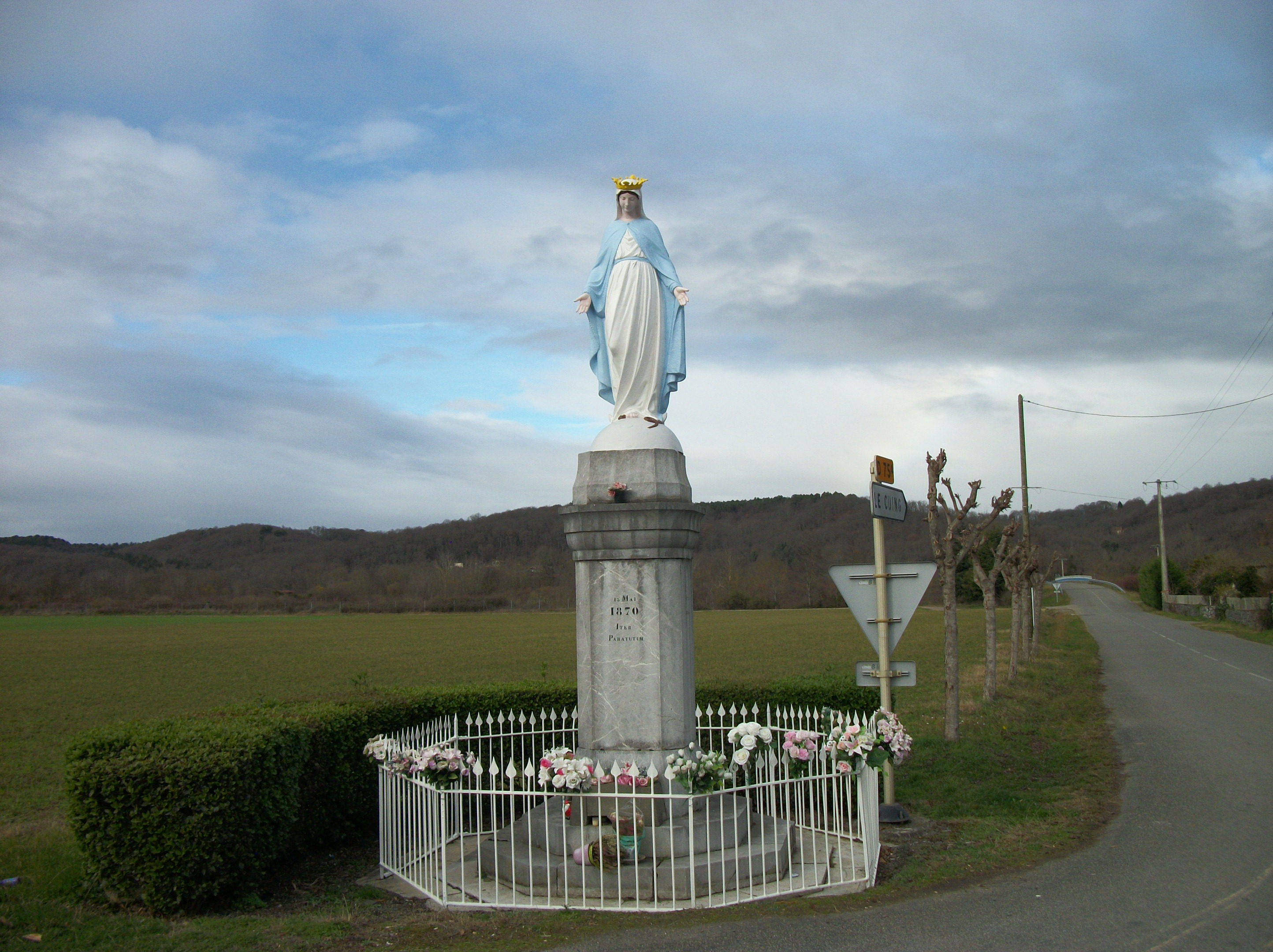
Statue de l'Immaculée Conception érigée le 15 mai 1870.

## Pour approfondir